# Google Wave
Google Wave – aplikacja webowa oparta na HTML 5 mająca umożliwiać komunikację i współtworzenie dokumentów multimedialnych w czasie rzeczywistym. Zamknięcie Google Wave zostało zapowiedziane już w 2010 r., a oficjalnie usługa została zamknięta 30 kwietnia 2012.

## Idea funkcjonowania

### Fala
Falą (ang. wave) jest nazwany tutaj powstający dokument wraz z całą historią jego powstawania. Historia jest zachowywana, dzięki czemu można ją potem odtwarzać. Sam dokument nie ma ściśle narzuconej formy – jest to de facto strona HTML wzbogacona o komentarze, które mogą mieć postać zwykłego czatu, ale możliwe jest też zagnieżdżanie komentarzy tworząc drzewiastą strukturę (odpowiedź na konkretny komentarz, a nie pod spodem).

### Dodatki
W ramach Google Wave stworzony został protokół wymiany informacji oraz podstawowe elementy interfejsu. Dodatkowe funkcje mają być dostępne poprzez różnego rodzaju wtyczki i boty, które będą mogli tworzyć sami użytkownicy. Na konferencji Google I/O zaprezentowane zostały m.in. rozszerzenia umożliwiające autokorektę błędów (w języku angielskim), ułatwiające wstawianie mapek z Google Maps oraz automatyczne tłumaczenie tekstu oparte na Google Translate.

### API
Google Wave udostępnia API, które umożliwia:
- tworzenie rozszerzeń, które rozbudowują możliwości Google Wave, i botów do automatyzacji często wykonywanych czynności,
- integrację (Wave Embedded API) stron internetowych z Google Wave, która umożliwia np. komentowanie wpisów na blogu.

## Historia
Pierwsza oficjalna prezentacja wersji testowej odbyła się 27 maja 2009 na konferencji Google I/O. Po prezentacji program był dostępny tylko dla gości konferencji, od 30 września 2009 Google Wave jest oficjalnie dostępny dla 100 tys. osób.
19 maja 2010 usługa została przeniesiona do Google Labs i można się już rejestrować bez zaproszeń.
4 sierpnia 2010 Google ogłosiło poprzez swój oficjalny  blog zakończenie rozwoju usługi Wave i jej zamknięcie z końcem roku 2010.
1 maja 2012 Google ostatecznie ogłosiło wycofanie usługi Wave ze swojej oferty.